# Minnewater
Koordinaten: 51° 11′ 58″ N, 3° 13′ 26″ O

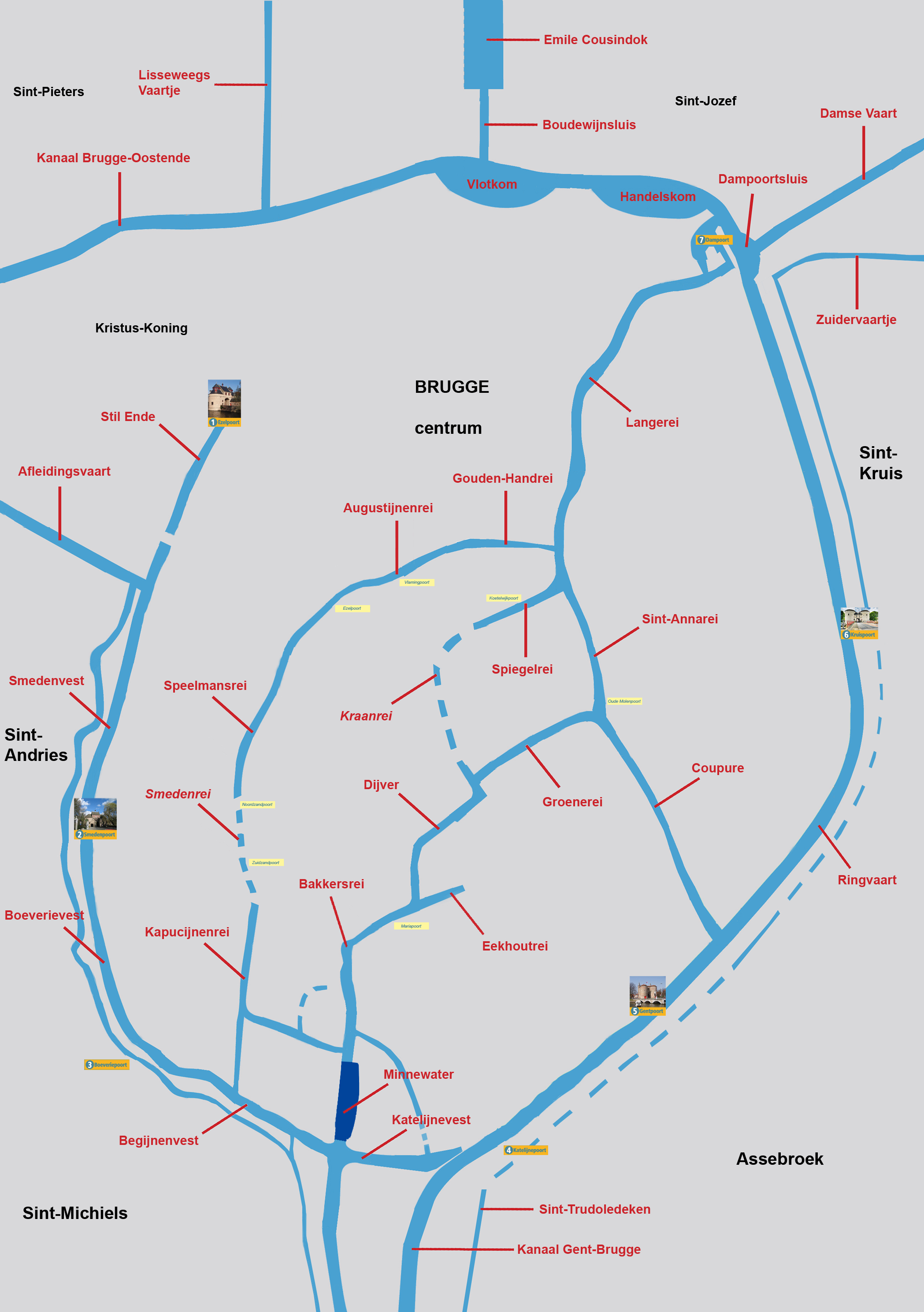
Karte von Minnewater

Das Minnewater ist ein länglicher See im Zentrum von Brügge, den Teilen der mittelalterlichen Festungsanlage Begijnenvest und der Minnewaterpark umgeben. Der Park wurde zwischen 1977 und 1979 angelegt. Nördlich des Sees verläuft eine gleichnamige Straße.

## Geographie und Wassermanagement
Südlich von Brügge flossen mehrere Nebenflüsse und Bäche in die Reie – z. B. die Kerkebeek kurz vor der Überquerung des Festungsgrabens. Über die Minnewater gelangte das Wasser nach Brügge.
Das Minnewater entstand vermutlich im 13. Jahrhundert als Stausee und Pufferbecken, als in der Nähe des heutigen Schleusenhauses die Schleusen, die die Wasserversorgung der Stadt regulierten, errichtet wurden. Die unterschiedlichen Wasserstände der Reie bargen die Gefahr, dass die tiefgelegenen Teile von Brügge bei der Schneeschmelze oder bei starken, anhaltenden Regenfällen überflutet wurden. Zum Problem wurde dies, als Brügge expandierte und die bislang unbewohnten Gebiete wie die Meersen besiedelt wurden.

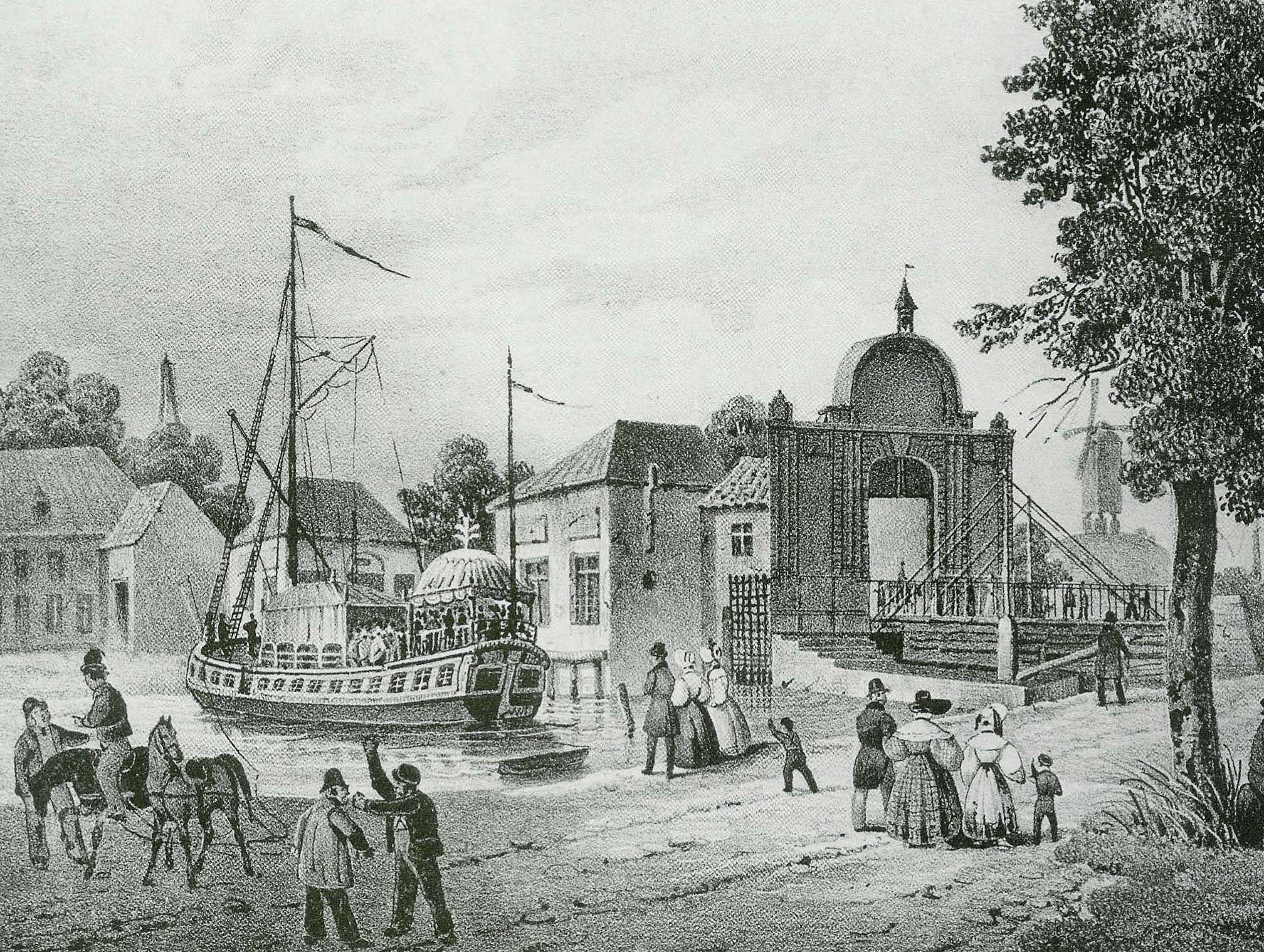
Historische Zeichnung vom des Genter Lastkahns.

Bis 1784 war Minnewater der Liegeplatz des Genter Lastkahns, bis er anschließend am Katelijnepoort, dem damaligen Stadttor, vor Anker ging.

## Herkunft des Namens
Die Herkunft des Namens ist nicht eindeutig belegt.
Eine Theorie besagt, dass es sich um eine Ableitung von Middenwater (Schüssel) handelt. Eine weitere These benennt Minnen als synonymes Wort für „Fahren“, da durch eine Schleuse am Minnewater der Wasserstand der Reie reguliert werden kann.
Die belgischen Historiker Louis Gilliodts und Karel De Flou sind ebenso wie Albert Schouteet der Meinung, dass Minne ein Synonym für das niederländische Wort Meene (Gemeinde) sei und Minnewater daher „kommunales Wasser“ bedeute.
Der belgische Philologe Frans Debrabandere bezweifelt die Klangverzerrung von ’'meene'’ zu ’'amne’'. Er schließe sich dem Sprachwissenschaftler Maurits Gysseling an, der sagt, dass der Namen des Gewässers von der deutschen Burgruine Minneburg abgeleitet sei. Der mittelalterliche Volksglaube war überzeugt, dass Nerze oder Wassergeister und Wasserteufel große Wasseroberflächen heimsuchten und unter Brücken lebten.

## Angrenzende Gebäude

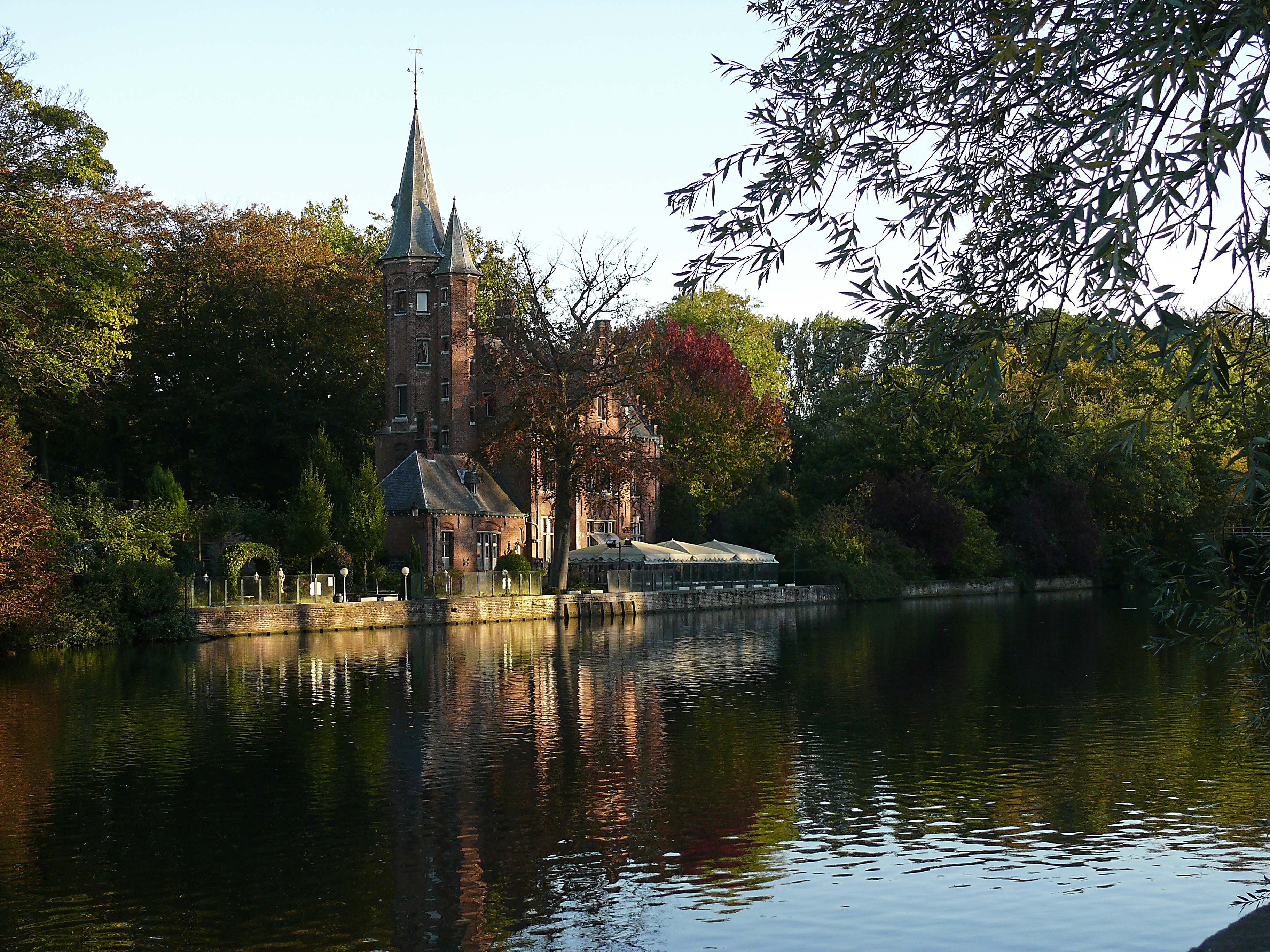
Kasteel de la Faille

Am Ostufer befindet sich das markante neugotische Schloss der adligen Familie de la Faille, das 1893 nach einem Entwurf des Architekten Karel De Wulf errichtet wurde.

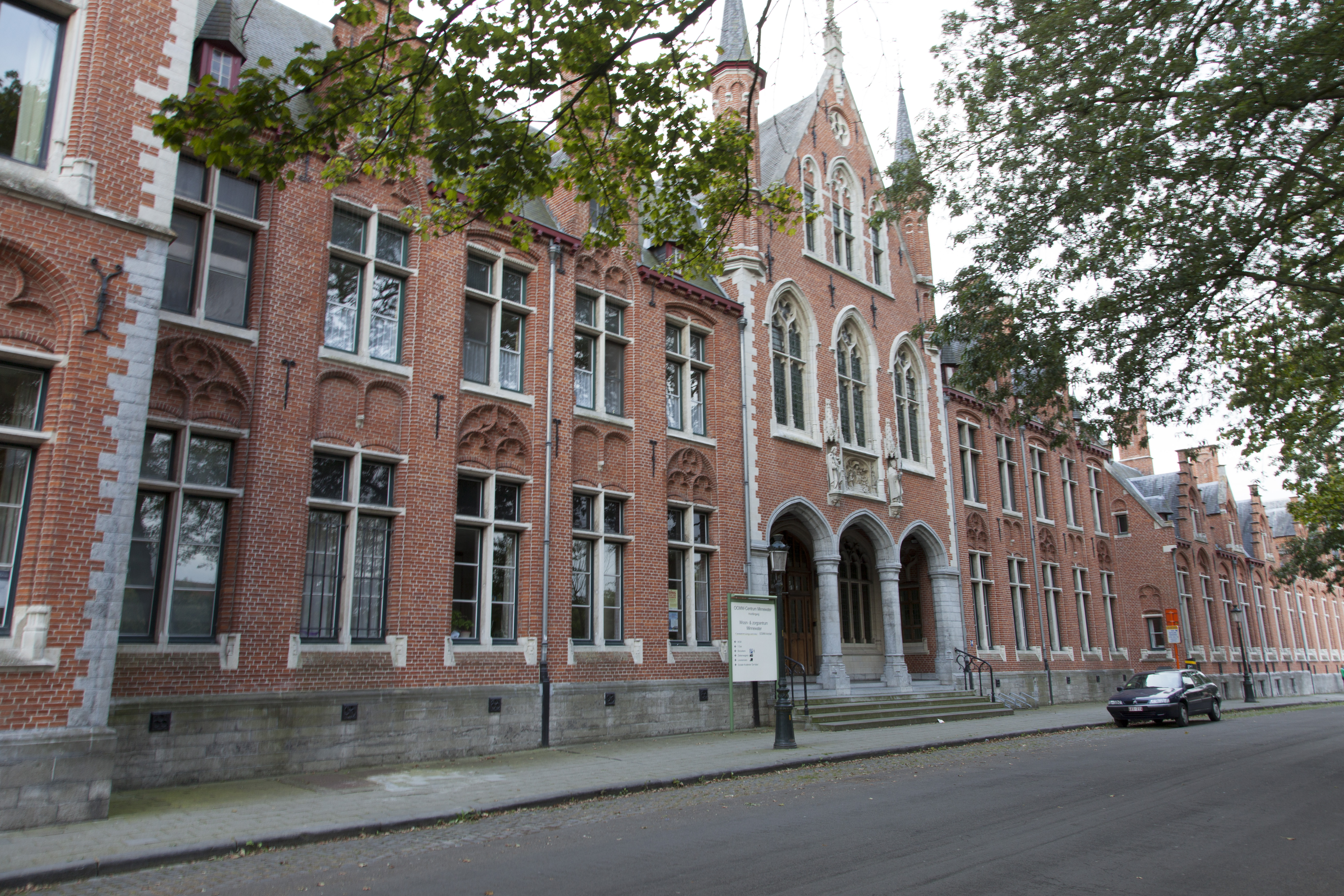
Pflegeheim an der Professor Doktor Joseph Sebrechtsstraat

Auf der Westseite ist an der Professor Doktor Joseph Sebrechtsstraat das ehemalige Gebäude der Minnewater-Klinik angesiedelt. Nachdem der neugotische 175 Meter lange Gebäude zunächst als katholisches Krankenhaus fungierte und während des Ersten Weltkrieges ab 1917 durch die deutsche Besatzungsmacht besetzt wurde, kehrten zunächst die Ordensschwestern zurück, die es bis 1933 nutzten. Von 1947 bis 1977 nutzte es Joseph Sebrechts als Operationssaal des anliegenden St. John’s Hospitals. Derzeit ist es ein Wohn- und Pflegezentrum mit Palliativabteilung.
An der Brücke befindet sich der Poertoren-Turm, das unter dem damaligen Regime als Munitionslager diente. Poer ist eine Dialektwort für Schießpulver.
Nordöstlich des Minnewaters befindet sich eine gleichnamige kurze Straße, die zuvor den Namen „Eight Beatitudes“ (Acht Seligpreisungen) trug, und in den Minnewaterpark führt.

## Legende
In der Zeit, als die Römer begannen Gallien zu erobern, setzte sich ein Seemann in Brügge zur Ruhe und lebte dort mit seiner einzigen und gleichzeitig schönen Tochter Minna. Brügge war zu der Zeit noch eine kleine Siedlung, die von Wäldern und Sümpfen umgeben war. Da er wusste, dass seine Lebenszeit begrenzt war, suchte er nach einem geeigneten Bräutigam für seine Tochter. Er erwählte den jungen Mann Horneck, der gelegentlich zu Besuch kam.
Allerdings hatte Minna bereits Stromberg, einen Krieger des benachbarten Stammes, kennen- und lieben gelernt. Sie wusste, dass ihr Vater den benachbarten Stamm nicht schätzte und verbarg Stromberg vor ihm. Minna verschob die Vorstellung ihres Geliebten immer wieder, da sie eine Meinungsverschiedenheit vermeiden wollte.
Mit dem Einzug der Römer in das Land zogen alle Stämme in den Krieg. So auch Stromberg, der zuvor von Minna das Versprechen der Liebe und Loyalität erhalten hatte.
Minna konnte ihren Vater noch einige Zeit überzeugen, dass sie zum Heiraten noch zu jung sei. Als seine Geduld zu Ende ging, entschied er, dass die Ehe mit Horneck beim dritten Sonnenaufgang vollzogen werden sollte. Minna verzweifelte und war hin- und hergerissen zwischen dem Versprechen an Stromberg und dem Willen ihres Vaters. In der Nacht vor dem dritten Sonnenaufgang floh sie in den Wald und versteckte sich dort.
Nach dem Ende des Krieges kehrte Stromberg einige Zeit später zurück. Als er hörte, dass Minna verschwunden war, begann er eine mühsame Suche. Er fand sie schließlich im dichten Dickicht am Ufer eines breiten Baches. Allerdings verstarb die erschöpfte Minna in den Armen ihres Geliebten.
Daraufhin wollte Stromberg sich zunächst das Leben nehmen. Dann beschloss er, Minnas Todesort zu ehren. Er baute eine Hütte, leitete den Bach um und hob im danach trockenen Gewässerbett ein Grab aus, in das er Minna legte. Danach ließ er das Wasser wieder in seinem angestammten Bett laufen.
An der Bank, an der er Minna gefunden hatte, legte er einen schweren Felsbrocken, in dem er „MINNA-WATER“ als Andenken an Minna einmeißelte. Es würde dieselbe Stelle sein, an der später der Turm gebaut wurde, der heute noch das Minnewater dominiert.